# Robertinho Mucuri
Roberto Carlos Figueiredo Costa (Caravelas, 14 de abril de 1965), mais conhecido como “Robertinho Mucuri” é um tabelião, bacharel em Direito, especialista em Direito Registral e Notarial, e em Gestão Pública e político brasileiro filiado ao União Brasil (UNIÃO).
Robertinho é o atual prefeito do município de Mucuri (gestão 2021/2024), cargo que ocupou anteriormente de 1993 a 1996 e de 2001 a 2004. Eleito pela última vez nas eleições de 15 de novembro de 2020 com 6.355 votos (28,73%) ao derrotar o também ex-prefeito Paulo Alexandre Matos Griffo (PSB) com 6.238 votos (28,21%).
Nas eleições municipais de 6 de outubro de 2024, Robertinho foi reeleito para o seu 4º mandato de prefeito (2025/2028) com 35,41% dos votos válidos (8.163 votos), vencendo o seu principal opositor Gecivaldo Maciel de Oliveira, o "Gelson da Padaria" (PSD), que obteve 30,55% dos votos válidos (7.044).

## Biografia
Robertinho Mucuri nasceu em Caravelas e ainda criança mudou-se com os pais para o distrito da Taquarinha, no município de Mucuri. Nascido numa família pobre e afrodescendente “Robertinho” começou sua vida trabalhando. Na infância já era um vendedor de picolés e salgadinhos, o menino se tornou engraxate e posteriormente vendedor de hortaliças e peixes na feira livre. E já na adolescência virou office boy de um Cartório.
Em 1984, por meio de concurso público para Oficial de Registro Civil de Pessoas Naturais com Funções Notarias, realizado pelo Tribunal de Justiça do Estado da Bahia, foi confirmado em 1º lugar, nomeado logo depois na condição de Oficial de Registro Civil e Tabelião de Notas do Cartório do distrito de Taquarinha, em Mucuri. E nas suas andanças pelo município registrando e casando as pessoas, por muitas vezes em comunidades humildes, ele era preciso emprestar a sua própria roupa para os casando, para que a cerimônia pudesse acontecer entre os noivos.

## Carreira Política
Como tabelião foi um dos principais bandeirantes do processo de instalação da comarca de Mucuri, no início da década de oitenta e na época, para facilitar a instalação do território jurisdicional e consequentemente a implantação do Fórum Pedro Fontes, além da sua função de titular no Cartório de Taquarinha, “Robertinho” também acumulou as funções de Oficial de Justiça, Avaliador Judicial e Oficial do Cartório de Registro de Imóveis da Comarca de Mucuri.
Ingressou na política no final da década de oitenta a convite do ex-prefeito Gustavo Antunes Saúde, o “Gustavinho”, que administrou o município de Mucuri por três mandatos. Robertinho foi eleito prefeito pela primeira vez aos 27 anos, pela segunda vez aos 35 anos e pela terceira vez aos 55 anos. Antes de assumir o atual cargo de prefeito de Mucuri em 1º de janeiro de 2021, ele ocupava a função de subtabelião do Cartório do 3º Tabelionato de Notas de Salvador.

#### Realizações Públicas
No seu segundo governo registrou o legado de inaugurar uma obra a cada 15 dias e imprimiu a marca de 104 grandes obras públicas construídas, beneficiando a sede, os 11 povoamentos e mais de 30 comunidades rurais do município. No seu atual mandato construiu os mercados públicos de Itabatã e Mucuri, implantou a primeira maternidade pública da história do município. No verão de 2023 entregou o maior programa de pavimentação asfáltica da história da cidade.
Desde o seu primeiro governo que ficou consagrado como um prefeito festeiro pela realização das grandes festas culturais e momescas de verão, especialmente réveillon, carnaval, forró do Peroá e festa da cidade. No atual mandato, a sua administração tornou a revolucionar o turismo de Mucuri com um verão que voltou a atrair multidões de todas as regiões do Brasil, mantendo a consagração da cidade com o título de maior carnaval de participação popular do interior da Bahia.